# Дилатометр ІГК–ДМетІ

Рис. 1. - Дилатометр ІГК–ДМетІ: 1 – барабан; 2 – перо; 3 – вага; 4 – піч; 5 – трубка з брикетом; 6 – нагрівальний блок; 7 – плита; 8 – отвір для термопари;
9 – утримувач трубки; 10 – штемпель; 11 – нитка; 12 – блок

Рис. 2. - Дилатометрична крива.

Дилатометр ІГК–ДМетІ складається з електропечі з нагрівальним блоком, сталевих трубок, барабана з годинниковим механізмом і системи запису результатів випробувань (рис. 1).
Дилатометр ІГК–ДМетІ використовується для прискореного визначення дилатометричних показників.
Випробування проводять при швидкому нагріванні вугілля, яке попередньо спресоване в брикет. 
Визначають показники: 
- індекс спучування Ів – збільшення висоти (мм) вугільного брикету при нагріванні;
- період нагрівання Пн – час (с) від початку нагрівання брикету до початку його спучування;
- період спучування Пв – час (с) від початку до закінчення спучування.

При нагріванні спікливе вугілля переходить в пластичний стан і спучується, об'єм його збільшується. Тому штемпель піднімається, і на міліметровому папері барабана автоматично записується крива динаміки спучування. Випробування закінчують, коли після зниження кривої викреслюється горизонтальна лінія.
Після закінчення досліду міліметрівку знімають з барабана, повертають на 180° і наносять осі координат. За віссю абсцис відкладають час (с), за віссю ординат – індекс спучування (мм) (рис. 2.). 
Потім на кривій знаходять точку початку спучування 1 (перехід горизонтальної ділянки в похилу) і точку кінця спучування 2 (перехід похилої ділянки в кінцеву горизонтальну). 
Відстань за віссю абсцис від 0 до 1 дорівнює періоду нагрівання Пн, с. Відстань від точки 1 до проєкції точки 2 на вісь абсцис (точка 2') дорівнює періоду спучування Пв, с. Відстань за віссю ординат від 0 до найвищої точки кривої рівна індексу спучування Ів, мм.
Показники Ів, Пн і Пв обчислюють як середнє арифметичне двох паралельних визначень. Розбіжності між результатами двох паралельних визначень не повинні перевищувати: 4 мм при значенні Ів до 50 мм; 8 мм при Іс від 50 до 80 мм; 12 мм при Ів більше 80 мм. За показниками Пн і Пв розбіжності не повинні перевищувати 15% по відношенню до середнього арифметичного двох паралельних визначень.
Якщо при випробуванні вугілля з високою спікливістю пластична маса витікає зверху з трубки, то значення показників Ів і Пв записують із знаком «більше» (наприклад, Ів > 120 мм; Пв >400с).
Методика визначення дилатометричних показників в приладі ІГК-ДМетІ стандартизована (ГОСТ 14056–77). Метод дозволяє оцінювати вугілля з низькою спікливістю, для якого товщина пластичного шару нижча 6 мм. Воно при випробуванні в дилатометрі за методом Одібера–Арну дає тільки стиснення. 
Завдяки тому, що при випробуванні за методом ІГК-ДМетІ вугілля попередньо пресують, а потім нагрівають з досить високою швидкістю, його спікливість помітно збільшується, що визначають за спучуванням. 
Якщо спучування не відбувається, то вугілля зовсім не спікається.